# Dendarus matthewsi

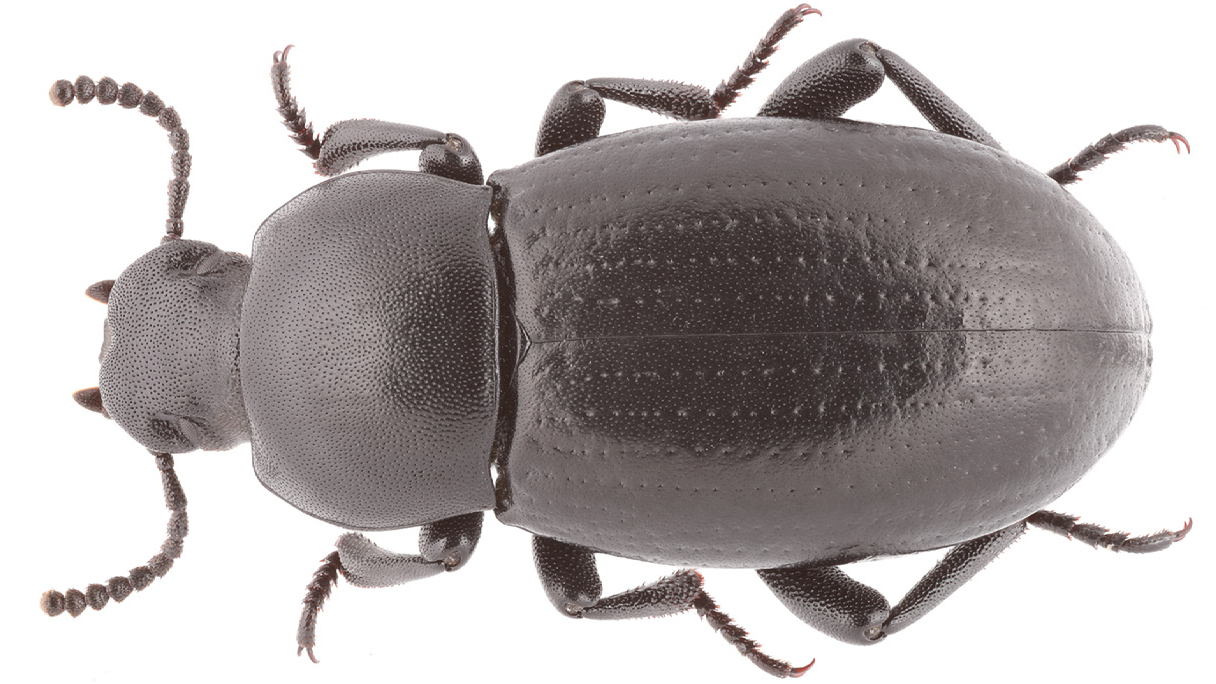
Самка

Dendarus matthewsi (лат.) — вид жесткокрылых рода Dendarus из семейства чернотелок. Эндемик Ирана.

## Этимология
Видовое название дано в честь австралийского энтомолога Eric Glasswell Matthews (1932—2022), специалиста по жукам из семейств Tenebrionidae и Scarabaeidae.

## Описание
Тело чёрное, слабовыпуклое, матовое; удлиненные и стройные, но ноги крепкие и утолщенные. Длина тела самцов 10—11,5 мм, ширина тела 4—4,3 мм. Тело самки более коренастое и широкое; усики немного короче; передние голени слабо изогнуты. Голова наиболее широкая на уровне щёк. Боковой край висков (вид сверху) слабо закруглен; щёки резко сужены от глаз к основанию. Голова снизу с сильно вдавленной продольной бороздкой за прементумом. Пунктировка головы сверху грубая, умеренно густая. Точки по наружному краю головы более густые, чем на лбу. Усики короткие, сравнительно крепкие, 8—10-й антенномеры поперечные. Переднеспинка умеренно поперечная, наиболее широкая посередине; боковые края слабо закруглены в передней ¾ и слабо выемчаты в базальной четверти; передний край широко выемчатый, основание двояковыпуклое. Передние углы слабо выступающие, задние прямоугольные, также слабо выступающие, но не заходящие за основание переднеспинки; диск слабовыпуклый, равномерно, мелко и редко пунктирован округлыми точками (диаметр точек в 2—3 раза короче расстояния между ними). Надкрылья удлинённые, наиболее широкие посередине. Бороздки состоят из 27—32 слабо вдавленных тонких точек, которые примерно в 3 раза крупнее редких и тонких межбороздковых точек. 7-й тергит брюшка с редкими щетинками по средней линии. Передние голени сильно расширены, с умеренно глубокой выемкой на внутренней стороне и прямоугольным зубцом за этим впячиванием; передняя голень наиболее широкая на уровне упомянутого зубца, где она заметно шире, чем на апикальном уровне. Средние голени очень слабо согнуты, почти прямые. 1—4-й членики лапок средней пары ног слабо расширены; мезотарсомеры 2 и 3 с полной кисточкой щетинок на подошве.

## Систематика
Вид был впервые описан в 2022 году колеоптерологами Максимом Витальевичем Набоженко (Прикаспийский институт биологических ресурсов РАН, Махачкала, Россия) и Роберто Поджи (Museo Civico di Storia Naturale «Giacomo Doria», Генуя, Италия). Новый вид близок к Dendarus simplex и Dendarus armeniacus, которые также имеют глубоко вдавленную продольную бороздку за прементумом и сочетание тонких штриховых пунктур с равномерным блеском (или матовостью) интегумента у самцов и самок.

## Распространение
Встречаются в западном Иране, горы Загрос (в провинциях Западный Азербайджан, Курдистан, Керманшах, Чехармехаль и Бахтиария) на высотах 1770—2200 м.